# Алексис Тексас
Алексис Тексас (на английски: Alexis Texas) е американска порнографска актриса и режисьор на порнографски филми.

## Биография

### Ранен живот
Родена е на 25 май 1985 г. във военна база в Панама и израства в град Кастровил, окръг Медина, щата Тексас, САЩ. Етническият ѝ произход е смесен – германски, пуерторикански и норвежки. Учи респираторна кинезитерапия в колеж, но прекъсва образованието си, за да започне своята кариера в порното.

### Кариера
Започва своята кариера като актриса в порнографската индустрия през 2006 г., когато е на 21 години. Първата порнопродукция, в която участва е аматьорска сцена, част от поредицата „Аматьорският тур на Шейн“. След това отива във Флорида, където снима за компанията Бенг Брос. Отказва да снима пред камерата секс с чернокожи актьори, поради което е обвинявана в расизъм.
Поставена е на 12-о място в класацията на списание „Комплекс“, наречена „Топ 100 на най-горещите порнозвезди (точно сега)“ от юли 2011 г.
Включена е в класацията на списание „Максим“ – Топ 12 жени звезди в порното, известна и като „мръсната дузина“. Попада и в списъка за 2012 г. на „Мръсната дузина: най-популярните звезди в порното“ на телевизионния канал CNBC.
Водеща е на церемонията по връчване на 32-рите AVN награди през 2015 г. заедно с порноактьора Томи Пистъл и комедийната актриса Даниъл Стюърт. Същата година Тексас прави режисьорския си дебют в порноиндустрията с филма „Big Booty Tryouts“.

### Мейнстрийм изяви
Първият игрален филм, в който участва, е хорър-комедията „Bloodust Zombies“.
Снима се във видеоклипа на песента „Bands A Make Her Dance“ на рапърите Juicy J, Лил Уейн, 2 Chainz и гимназиална група от Маями. В клипа порноактрисата се появява с тениска с надпис Брейзърс, промотирайки едноименната порнографска компания. Тексас е и една от 15-те порноактриси участващи във видеоклипа на песента „YouPorn“ (2012) на рапъра Брайън Макнайт.
Участва в документалния филм „Aroused“ (2013 г.) за живота на 16 от най-популярните порнографски филмови актриси.
През 2015 г. Тексас и Ники Бенц, също порноактриса, преминават с голи гърди по площад „Таймс Скуеър“ в Манхатън, за да се застъпят за равенството между половете и да подкрепят жените, които искат да ходят топлес на „Таймс Скуеър“.

### Личен живот
Омъжена е за порноактьора Мистър Пит.

## Награди и номинации
Носителка на индивидуални награди
- 2008: CAVR награда за изпълнител на годината.[27]
- 2008: NightMoves награда за най-добра нова звезда (избор на феновете).[28][29]
- 2009: CAVR награда за изпълнител на годината.[30]
- 2010: AVN награда за най-добра групова секс сцена само с момичета.[31][32]
- 2010: F.A.M.E. награда за любимо дупе.[33]
- 2011: AVN награда за най-добра групова секс сцена.[34]
- 2011: AVN награда за най-добро закачливо изпълнение (с Ева Анджелина) – „Car Wash Girls“.[34]
- 2011: AVN награда за най-добра секс сцена с тройка само момичета[34]
- 2011: NightMoves награда за най-добра изпълнителка (избор на феновете).[35]
- 2012: NightMoves награда за най-добро дупе (избор на феновете).[36]
- 2014: AVN награда на феновете за най-горещо дупе.[1][37]
- 2015: AVN награда на феновете за най-горещо дупе.[1]
- 2016: AVN награда за най-добра сцена с групов секс само с момичета – „Анджела 2“ (с Анджела Уайт и Аника Олбрайт).[38]
- 2016: AVN награда на феновете за най-епично дупе.[38]

Номинации за индивидуални награди
- 2007: Номинация за CAVR награда за звездица на годината.[39]
- 2008: Номинация за AVN награда за най-добра нова звезда.[40]
- 2008: Номинация за CAVR награда за звезда на годината.[27]
- 2008: Номинация за AEBN VOD награда за най-добра новачка.[41]
- 2009: Номинация за AVN награда за жена изпълнител на годината.[42]
- 2009: Номинация за XBIZ награда за жена изпълнител на годината.[43]
- 2009: Номинация за XRCO награда за жена изпълнител на годината.[44]
- 2009: Номинация за Hot d'Or награда за най-добра американска звезда.[45]
- 2009: Номинация за F.A.M.E. награда за любима жена звезда.[46]
- 2010: Номинация за XBIZ награда за жена изпълнител на годината.[47]
- 2010: Номинация за XRCO награда за жена изпълнител на годината.[48]
- 2010: Финалистка за F.A.M.E. награда за любима жена звезда.[49]
- 2010: Финалистка за F.A.M.E. награда за най-горещо тяло.[49]
- 2010: Номинация за AEBN VOD награда за изпълнител на годината.[50]
- 2011: Номинация за AVN награда за жена изпълнител на годината.[51][52]
- 2011: Номинация за XBIZ награда за жена изпълнител на годината.[53]
- 2011: Номинация за XRCO награда за жена изпълнител на годината.[54]
- 2011: Номинация за Exotic Dancer награда за изпълнение в порнографски филм (заедно с Тийгън Пресли).[55]
- 2012: Номинация за Exotic Dancer награда за изпълнение в порнографски филм.[55]
- 2012: Номинация за AVN награда жена изпълнител на годината.[56]
- 2012: Номинация за XBIZ награда за жена изпълнител на годината.[57]
- 2012: Номинация за NightMoves награда за най-добра жена изпълнител.[58]
- 2013: Номинация за AVN награда за жена изпълнител на годината.[59]
- 2013: Номинация за XBIZ награда за жена изпълнител на годината.[60]
- 2013: Номинация за Exxxotica Fannys награда за най-ценна вагина (жена изпълнител на годината).[61]
- 2013: Номинация за NightMoves награда за най-добра звезда в социалните медии.[62]
- 2013: Номинация за NightMoves награда за най-добро дупе.[62]

Номинации за награди за изпълнение на сцена
- 2009: Номинация за AVN награда за най-добра групова секс сцена – заедно с Шей Джордан, Кемрин Кис, Томи Гън, Джеймс Дийн и Джони Синс за изпълнение на сцена във филма „Мажоретки“.[42]
- 2010: Номинация за AVN награда за най-добра анална секс сцена – заедно с Джеймс Дийн за изпълнение на сцена във филма „Смешно отделение: ХХХ пародия“.[63]
- 2012: Номинация за AVN награда за най-добра групова секс сцена само с момичета – заедно с Бруклин Лий, Шанел Престън и Маделин Мари за изпълнение на сцена във филма „Приятелки 3“.[56]
- 2012: Номинация за AVN награда за най-добра групова секс сцена само с момичета – заедно с Ан Мари Риос, Кристина Роуз и Син Сейж за изпълнение на сцена във филма „Парти на краката 3“.[56]
- 2012: Номинация за AVN награда за най-добра анална секс сцена – заедно с Мистър Пит за изпълнение на сцена във филма „Дълбоко анално пробиване 3“.[56]
- 2012: Номинация за AVN награда за най-добра секс сцена момиче/момиче – заедно с Ан Мари Риос за изпълнение на сцена във филма „Мръсни гащи“.[56]
- 2012: Номинация за AVN награда за най-добра POV секс сцена – заедно с Мик Блу за изпълнение на сцена във филма „POV на Джак 18“.[56]
- 2012: Номинация за AVN награда за най-добра соло секс сцена – за изпълнение на сцена във филма „Конфронтация на суперзвезди: Алексис Тексас срещу Сара Вандела“.[56]
- 2012: Номинация за AVN награда за най-добра секс сцена с тройка (момиче/момиче/момче)– заедно с Джени Хендрикс и Роко Сифреди за изпълнение на сцена във филма „Американските приключения на Роко“.[56]

Други признания и отличия
- Twistys момиче на месеца – юни 2009 г.[64]
- 12-о място в класацията на списание „Комплекс“, наречена „Топ 100 на най-горещите порнозвезди (точно сега)“ от юли 2011 г.[8]